# Parafia Świętego Krzyża w Zakopanem
Parafia Świętego Krzyża w Zakopanem – parafia rzymskokatolicka należąca do dekanatu Zakopane archidiecezji krakowskiej.
Parafia została utworzona w 1985. Kościół parafialny został wybudowany w latach 1983-1991, konsekrowany w 1991.

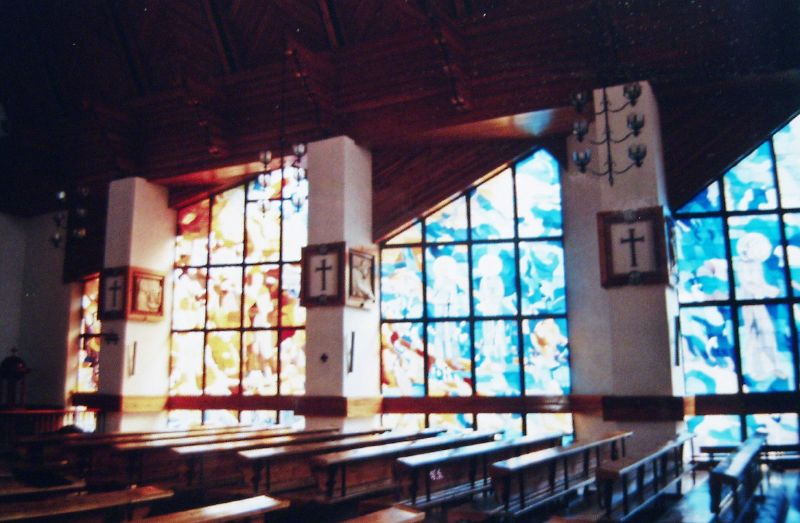
Wnętrze
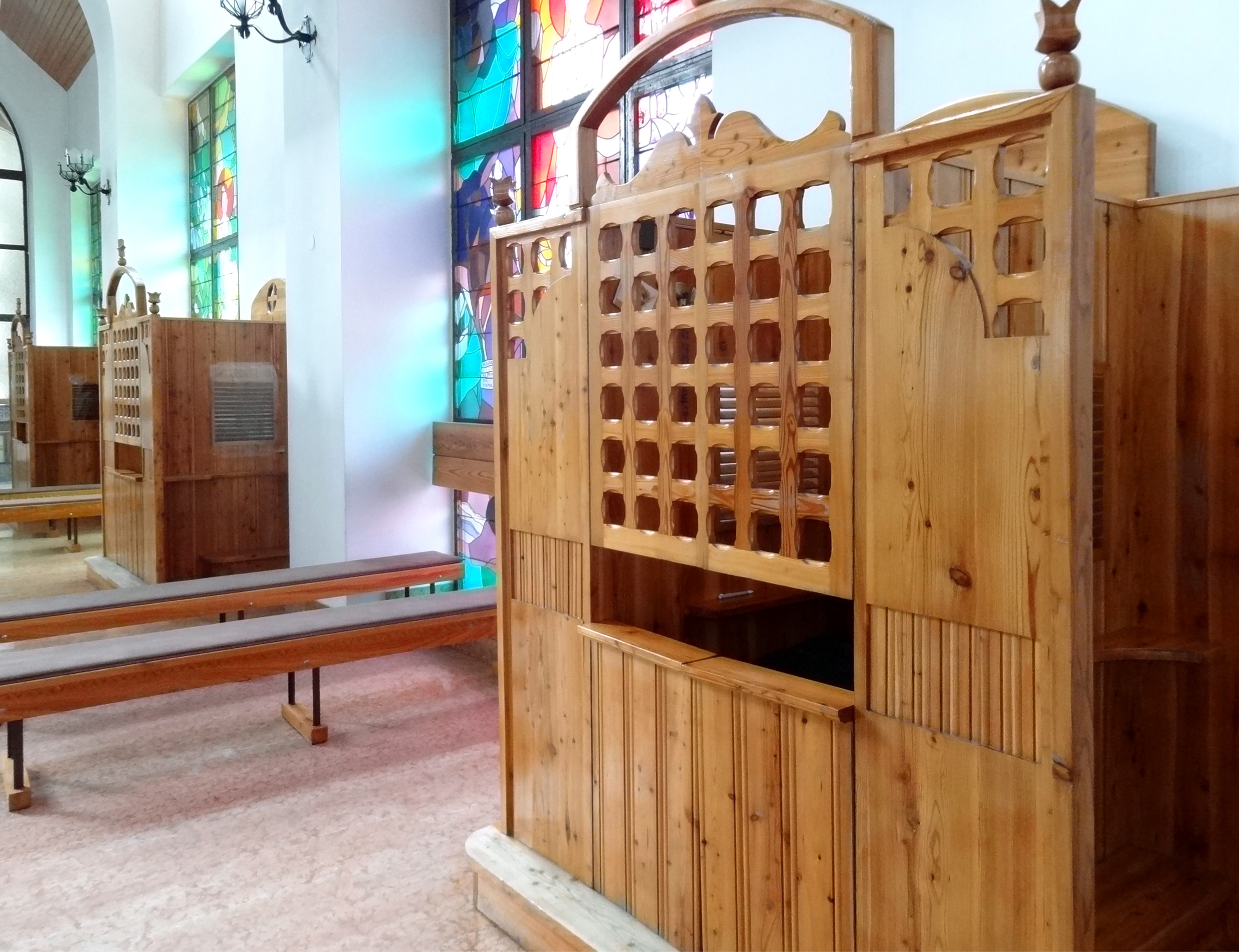
Trzy drewniane konfesjonały

Na terenie parafii funkcjonuje dom rekolekcyjny Konferencji Episkopatu Polski „Księżówka”.